# قلعه آکاساکا
قلعه آکاساکا (به ژاپنی: 赤坂城, Akasaka-jō آکاساکا-جو)، قلعه شیمو-آکاساکا (به ژاپنی: 下赤坂城, Shimo-Akasaka-jō)، یک قلعه ژاپنی در اواخر دوره کاماکورا واقع در دهکده چیهایاآکاساکا، اوساکا، استان اوساکا، ژاپن است. از سال ۱۹۳۴خرابه‌های آن به‌عنوان یک (یادمان‌های ژاپن) مکان تاریخی ملی محافظت شده است.

## تاریخ
قلعه شیمو-آکاساکا بر روی کوه کابوتوری واقع شده است، خط الراسی از کوه کنگو در مرز ولایت کاواچی با منطقه یوشینو، نارا در ولایت یاماتو در ارتفاع ۱۸۵٫۷ واقع شده است. متر بالاتر از سطح دریا و ۶۱٫۴ متر بالاتر از اطراف آن، بخشی از یک موقعیت دفاعی بود که شامل استحکامات کوچکتر بر روی تپه‌های اطراف بود، و بعدها، قلعه کامی-آکاساکا در دامنه یک رودخانه کوچک هونمارو (محصور اصلی) قلعه شیمو-آکاساکا اکنون محل تالار روستای چیهایاآکاساکا، اوساکا است و بنای یادبودی که موقعیت قلعه را نشان می‌دهد در محوطه دبیرستان همسایه چیهایاآکاساکا، در سال ۱۳۳۱، زمانی که امپراتور گو-دایگو قرار دارد. او به شاهزاده موری‌یوشی و یک ارباب محلی از منطقه چیهایا-آکاساکا، کوسونوکی ماساشیگه برای تشکیل ارتش تکیه کرد، اما این اولین تلاش با شکست مواجه شد و امپراتور گو-دایگو دستگیر شد به جزایر اوکی تبعید شد.
ارتش شوگون سالاری در محاصره آکاساکا به کوسونوکی ماساشیگه حمله کردند و وقتی قلعه سقوط کرد، او تظاهر به کشته شدن کرد و به کوه‌های عمیق قلمرو خود گریخت و در آنجا قلعه کامی-آکاساکا و قلعه چیهایا را ساخت.
در اوایل سال ۱۳۳۳، نیروهای کوسونوکی ماساشیگه بهشاهزاده موری‌یوشی ملحق شدند و قلعه شیمو آکاساکا را بازپس گرفتند و حمله خود را علیه شوگون سالاری کاماکورا از سر گرفتند.